# La leggenda di Robin Hood
La leggenda di Robin Hood (The Adventures of Robin Hood) è un film del 1938 diretto da Michael Curtiz e William Keighley, basato sulla tradizionale storia tramandata sul personaggio di Robin Hood, interpretato da Errol Flynn. Il film fu premiato con tre Oscar nel 1939: migliore scenografia, miglior montaggio e migliore colonna sonora
Nel 1995 è stato scelto per la conservazione nel National Film Registry della Biblioteca del Congresso degli Stati Uniti.

## Trama

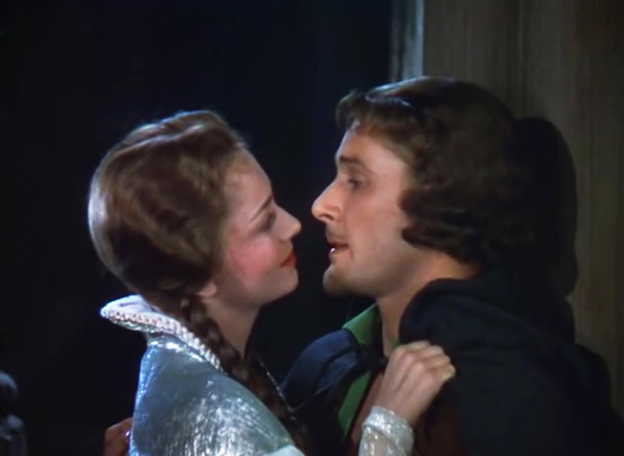
Olivia De Havilland ed Errol Flynn nel trailer

1191: Il Re Riccardo I d'Inghilterra, detto Cuor di Leone, viene fatto prigioniero in terrasanta durante le crociate. In sua assenza, suo fratello Principe Giovanni assume la reggenza e instaura un regime di potere assoluto da parte dei ricchi e dei nobili, i quali soverchiano la popolazione con le tasse e con la loro prepotenza.
Robin Hood, il capo dei ribelli legittimisti, giura fedeltà a Re Riccardo insieme ai suoi compagni e organizza un combattimento di difesa contro l'usurpatore Principe Giovanni, lo sceriffo di Nottingham e il malevolo Sir Guy di Gisborne. Con l'aiuto dei fedeli Little John, frate Tuck e Will Scarlett, l'impavido arciere sottopone a frequenti attacchi l'esercito e gli esattori delle tasse rubando loro il denaro e restituendolo alla gente. Nello stesso tempo, cerca di accumulare le ricchezze necessarie per pagare il riscatto che i carcerieri di Riccardo richiedono per la sua liberazione.
Lady Marian (Marianna nel doppiaggio originario) si innamora di Robin, dopo aver inizialmente parteggiato per Giovanni, del quale ha scoperto l'intenzione di assassinare il fratello appena questi tornerà in patria, sperando di regnare al suo posto.
Durante un torneo Robin viene arrestato e condannato all'impiccagione per alto tradimento alla Corona reale ma riesce a evadere prima che venga eseguita la sentenza. Pochi giorni dopo incontra Re Riccardo, tornato nel frattempo in Inghilterra in gran segreto e scopre che l'Arcivescovo inglese fa il doppio gioco con Giovanni e i ribelli.
Giovanni scopre che il fratello è tornato e gli manda incontro un sicario che però viene identificato e ucciso dagli uomini di Robin. Raggiunta Nottingham dalla foresta di Sherwood in occasione dell'incoronazione di Giovanni, Robin e Riccardo si rivelano davanti a tutti e fanno arrestare Giovanni che viene condannato all'esilio.
Robin ottiene il titolo di conte di Locksley e Huntington, la libertà per i suoi uomini e il permesso di sposare Marian, alla quale ha salvato la vita.